# الجبل (المحويت)

تعديل مصدري - تعديل

الجبل هي إحدى قرى عزلة عنبر بمديرية المحويت التابعة لمحافظة المحويت، بلغ تعداد سكانها 181 نسمة حسب تعداد اليمن لعام 2004.